# Turia (Covasna)
Turia é uma comuna romena localizada no distrito de Covasna, na região histórica da Transilvânia. A comuna possui uma área de 145.33 km² e sua população era de 3799 habitantes segundo o censo de 2007.